# Geirangerfjord
De Geirangerfjord is een fjord in de regio Sunnmøre in het uiterste zuiden van de Noorse fylke Møre og Romsdal. Het is een 15 kilometer lange arm van de Storfjord. Tussen de plaatsen Geiranger en Hellesylt, gelegen in de fjord, is er een veerverbinding.
De fjord heeft diverse watervallen, zoals De syv søstrene ("De zeven zusters"), Brudesløret ("de bruidssluier") en Friaren ("de vrijer"), en is een van de meest bezochte toeristische attracties van Noorwegen. Sinds 14 juli 2005 staat deze fjord, samen met de Nærøyfjord op de Werelderfgoedlijst van UNESCO. Het Norsk Fjordsenter geeft uitleg over het landschap.
De Storsæterfossen is een waterval waar een pad onderdoor loopt. De Flydalsjuvet is een rotspunt die uitzicht biedt over de Geirangerfjord. Ook vanaf de berg Dalsnibba, gelegen aan een zijweg van de rijksweg 63, is er een uitzicht over de fjord. De Ørnevegen biedt ook uitzicht over de fjord. Op de hellingen van de fjord liggen de historische boerderijen Skageflå en Knivsflå. 
De Geirangerfjord maakt onderdeel uit van de route van cruiseschepen en er zijn rondvaarten over de fjord.

## Foto’s

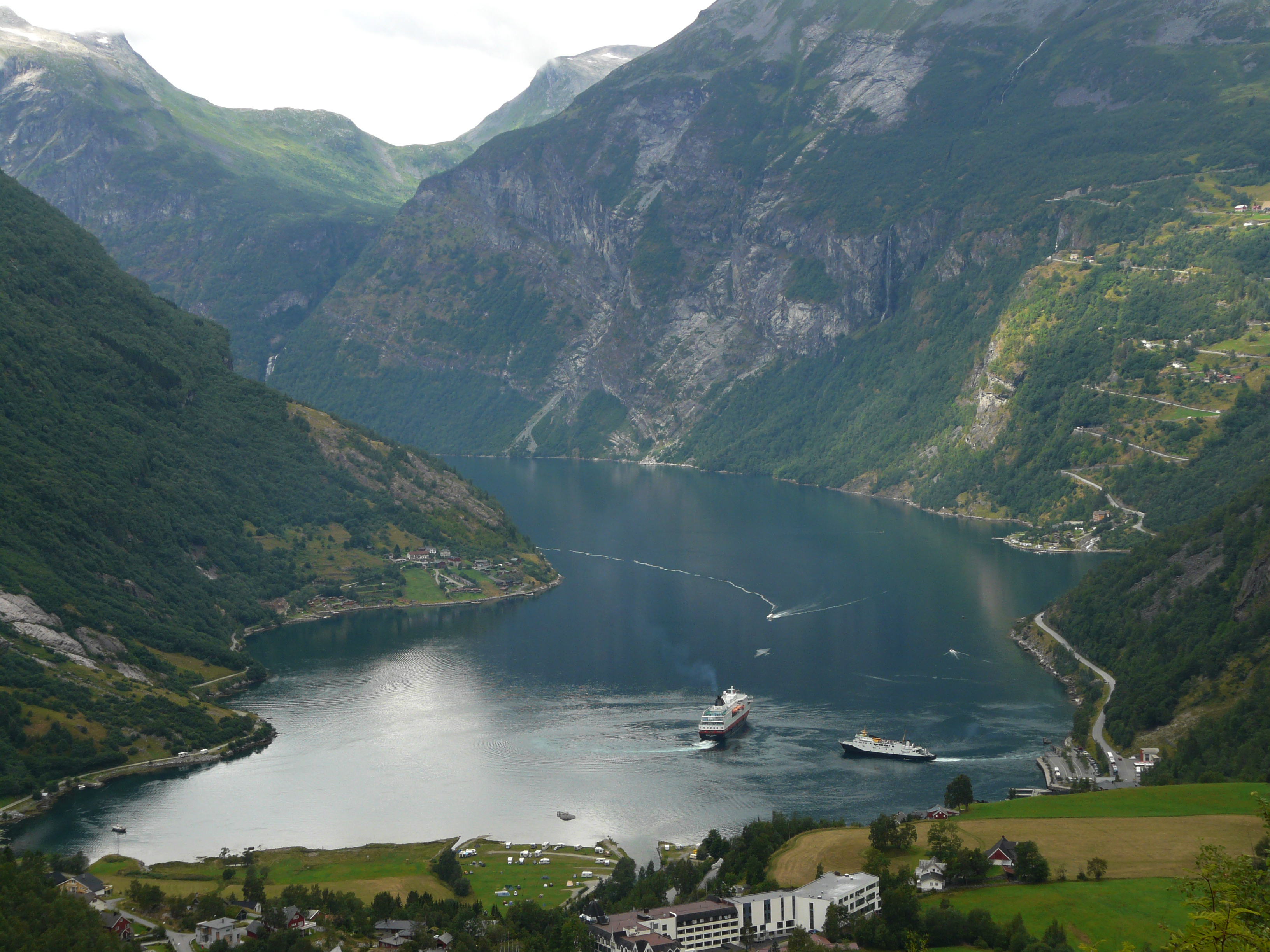
Geirangerfjord
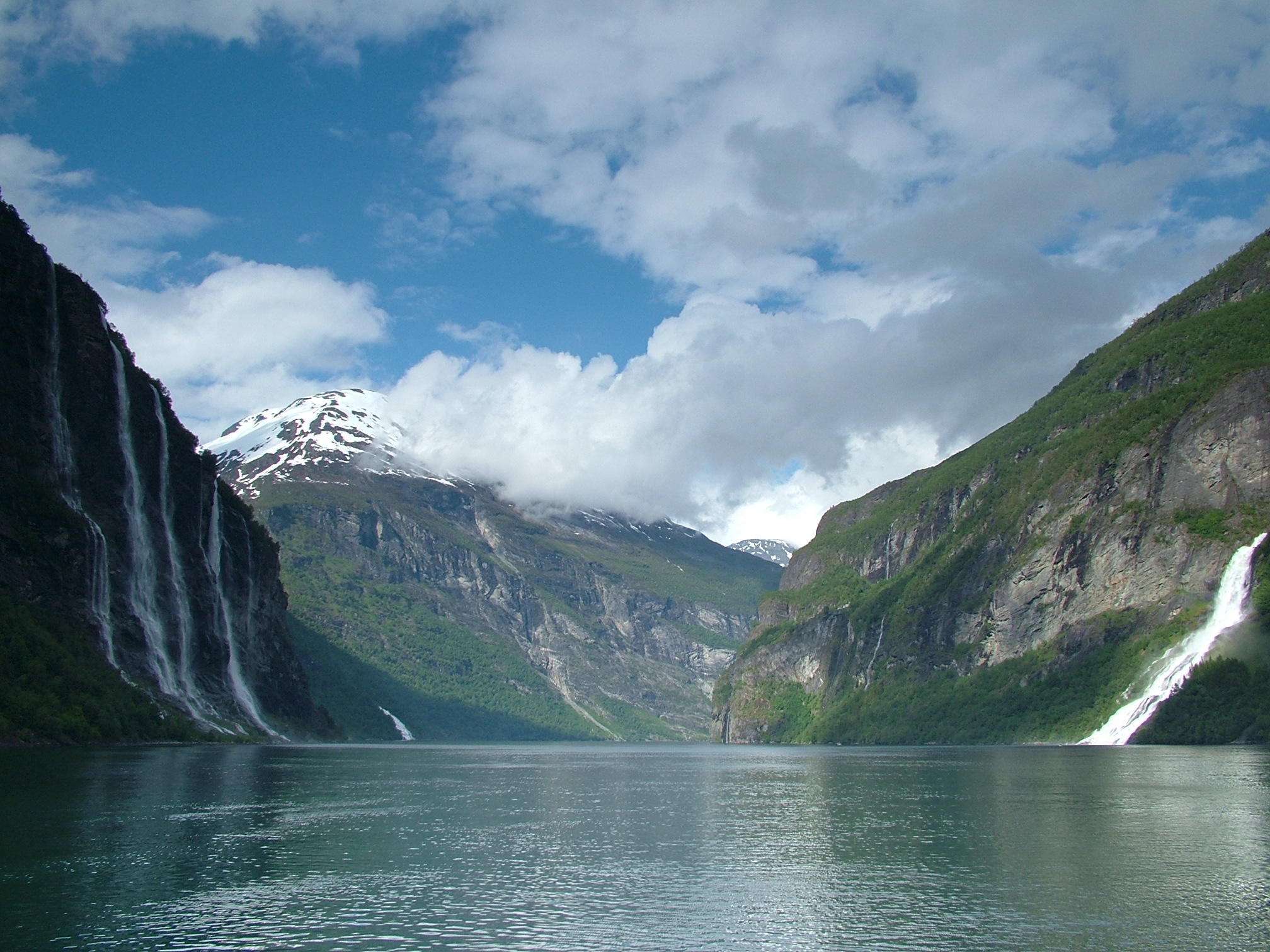
Watervallen
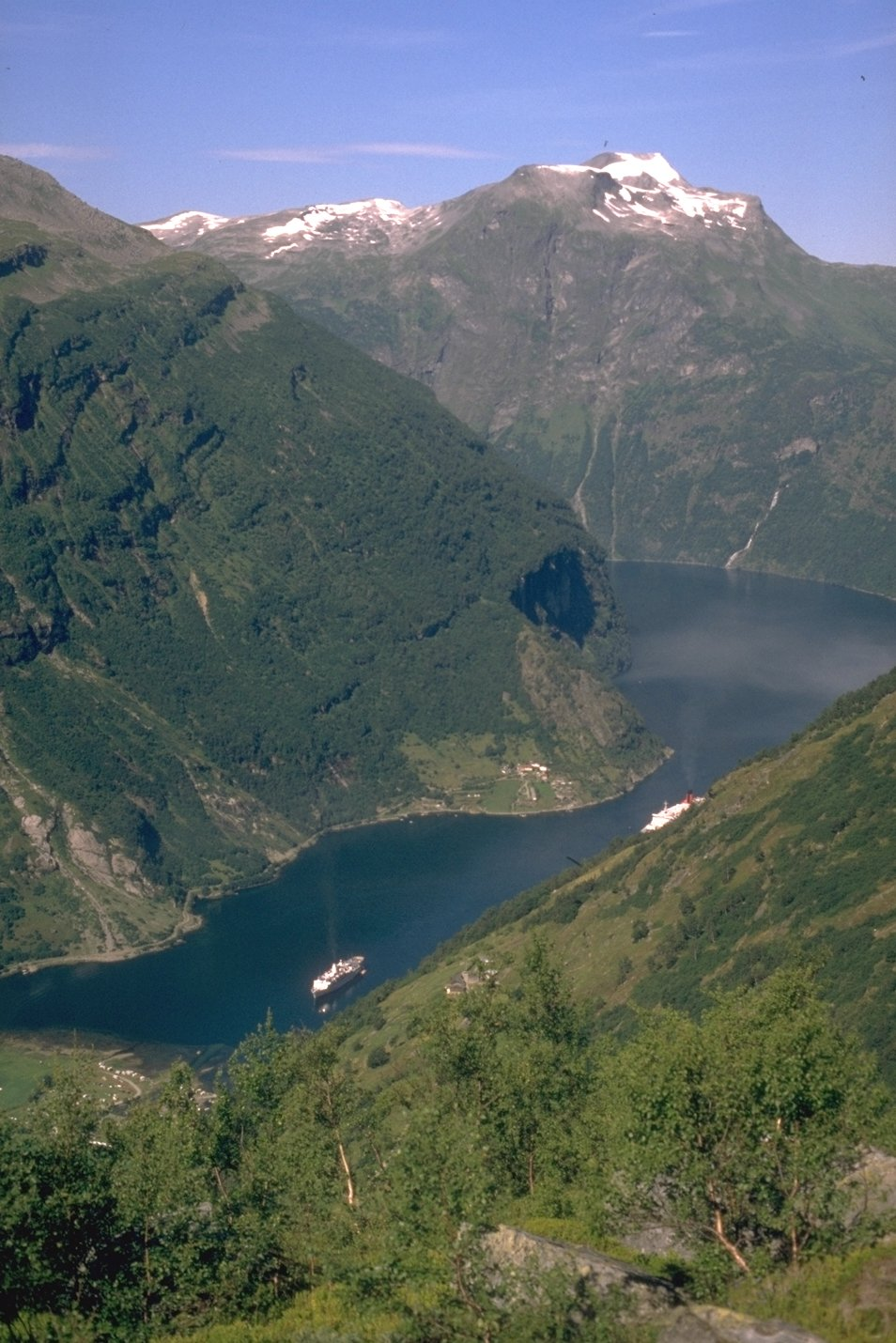
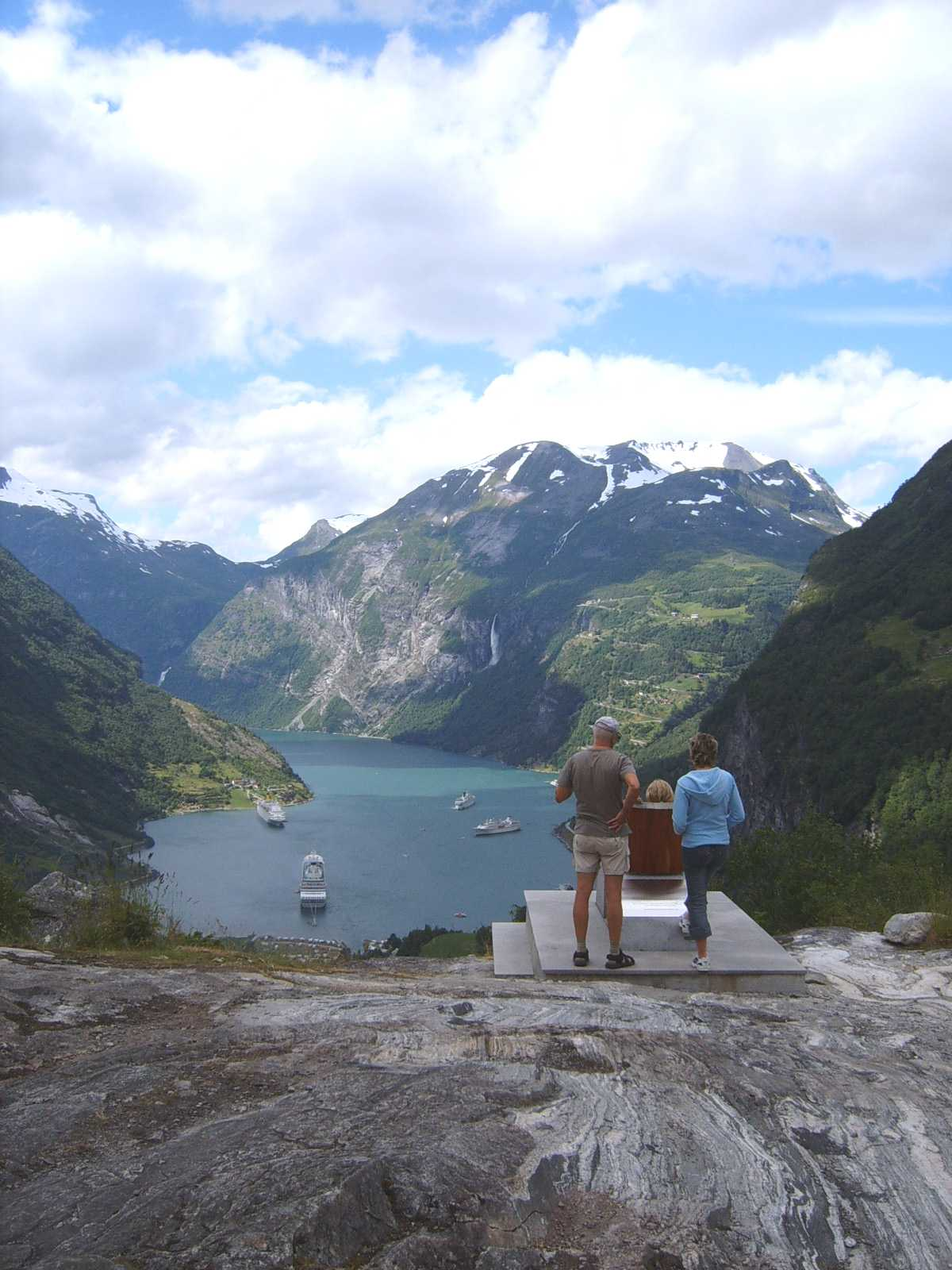
Uitzichtpunt Flydalsjuvet